# هری اسکات
هری اسکات (انگلیسی: Harry Escott؛ زادهٔ ۹ سپتامبر ۱۹۷۶) آهنگساز اهل بریتانیا است. وی دانش‌آموختهٔ رشتهٔ موسیقی در کالج سلطنتی موسیقی لندن است.

## گزیدهٔ آثار

### سینما
- رودخانه تاریک (۲۰۱۷)
- صورت یک فرشته (۲۰۱۴)
- غول خودخواه (۲۰۱۳)
- شرم (۲۰۱۱)
- حیله‌گر (۲۰۰۹)
- قلب قدرتمند (۲۰۰۷)
- آب عمیق (۲۰۰۶)
- اشباح (۲۰۰۶)
- شکلات سفت (۲۰۰۵)

### تلویزیون
- بازی انگلیسی (۲۰۲۰)
- دولت پنهان (۲۰۱۸)
- رودخانه (۲۰۱۵)